# 부산시 을
부산시 을은 대한민국의 옛 국회의원 선거구이다. 당시 경상남도 부산시의 일부 지역을 관할했다.

## 역사
1950년 제2대 국회의원 선거를 앞두고 부산부 을 선거구가 개편되면서 신설되었다.
1957년 1월, 부산시에 구제가 실시되었다. 이에 부산시 을에 해당하는 지역에 동구가 설치되었다. 이로 인해 제4대 국회의원 선거를 앞두고 부산시 동구 갑, 부산시 동구 을 선거구로 분리되면서 폐지되었다.

## 역대 국회의원
| 선거   | 정당 | 정당   | 의원   |
| ------ | ---- | ------ | ------ |
| 1950년 |      | 무소속 | 장건상 |
| 1954년 |      | 무소속 | 전진한 |

## 역대 선거 결과

### 대한민국 제2대 국회의원 선거
|  | 58.87% |

|  | 12.43% |

|  | 4.73% |

|  | 4.32% |

|  | 3.64% |

|  | 3.49% |

|  | 2.49% |

|  | 2.43% |

|  | 2.11% |

|  | 2.00% |

|  | 1.01% |

|  | 0.95% |

|  | 0.76% |

|  | 0.70% |

### 대한민국 제3대 국회의원 선거
|  | 38.00% |

|  | 28.47% |

|  | 16.27% |

|  | 6.05% |

|  | 4.10% |

|  | 2.30% |

|  | 1.31% |

|  | 1.29% |

|  | 0.84% |

|  | 0.74% |

|  | 0.58% |

|  | 0% |